# 浅越しのぶ
浅越 しのぶ（あさごえ しのぶ、1976年6月28日 - ）は、兵庫県赤穂郡上郡町出身の元女子プロテニス選手。現姓名、高島しのぶ。園田学園高等学校卒業。自己最高ランキングはシングルス21位、ダブルス13位。身長170cm、体重58kg。右利き、バックハンド・ストロークは両手打ち。WTAツアーでシングルスの優勝はないが（準優勝3度）、ダブルスで8勝を挙げた。2004年には全米オープン女子シングルスベスト8に進出。これは日本人女子として伊達公子以来10年ぶりのグランドスラムシングルスベスト8進出であった。現役時代の浅越は、女子テニスツアーの仲間たちから Shii-chan （シーちゃん）という愛称で呼ばれた。

## 来歴
小学4年生からテニスを始めたが、当初は軟式テニスをプレーしていた。硬式テニスを始めたのはプロとしてはかなり遅く、園田学園中学校へ入学した時からであった。最初の練習では軟式との勝手の違いから、3球連続でボールをコート外の道路まで飛ばすなど周囲を驚かせたという。高校では伊達公子と同じ小浦武志コーチに指導を受け、「伊達2世」と呼ばれる。（園田学園は中高一貫校で、浅越は中学からここに通ったが、先輩の伊達は高校からの入学であった。） 園田学園女子大学を中退し、1997年にプロ転向。4大大会の本戦初勝利は、2000年ウィンブルドンの2回戦進出であった。同年度の全米オープンでは2回戦でパティ・シュナイダー（スイス）を破り、3回戦に進出する。
その後しばらく伸び悩んだが、2002年にWTAツアー大会のダブルスで2勝を挙げる。2003年から急成長を果たし、ウィンブルドン直前の前哨戦である「DFSクラシック」で準優勝。ウィンブルドンでは2回戦で第9シードのダニエラ・ハンチュコバ（スロバキア）と対戦し、第1セットを 0-6 で失った後、第2セットを 6-4 で奪い返し、さらに最終第3セットには相手のマッチポイント（このポイントを取れば勝利が決まる）を3回跳ね返し、セットを 12-10 で勝ち取り熱闘を制した。その勢いでノーシードながら4回戦（ベスト16）に進出し、注目を浴びる。この後全米オープンでも初戦で第10シードのマグダレナ・マレーバ（ブルガリア）を撃破し、3回戦まで進出した。
2004年度はオリンピック直前のTier I（ティア・ワン、準グランドスラム級の規模）の大会である「カナディアン・オープン」で杉山愛とのペアでダブルス優勝し、ビッグタイトルを獲得する。その後の2004年アテネ五輪では、ダブルスベスト4と大活躍した。4大大会では全仏オープン1回戦で再びハンチュコバを破り、2回戦で第16シードのパティ・シュナイダーと強豪選手を連破した後、セリーナ・ウィリアムズとの4回戦（ベスト16）まで進出した。特に2004年全米オープンでは、世界ランキング60位から勝ち進み、1回戦で第24シード、3回戦で第13シードのパオラ・スアレス（アルゼンチン）、さらに4回戦で第29シードを撃破する。初めての準々決勝ではリンゼイ・ダベンポートに完敗したが、この大会で浅越は自身初の4大大会ベスト8進出を果たした。2005年度は全豪オープンの前哨戦であるニュージーランド・オークランドの大会でシングルス準優勝・ダブルス優勝を果たした。
2005年夏にシングルス自己最高ランキング「21位」を記録し、初めて杉山愛を抜いて日本女子のトップに立った。
ダブルスでは、2005年からスロベニアのカタリナ・スレボトニクとペアを組んで好成績を出した。2006年の全豪オープン女子ダブルスで、浅越とスレボトニクの組は初めてベスト4進出を果たしたが、準決勝で中国のペアの晏紫&鄭潔組に 2-6, 6-7 で敗れた。最後の4大大会出場となった2006年全米オープンでは、シングルス1回戦・ダブルス3回戦敗退に終わった。最後の大会では、ダブルスは同じ日本の森上亜希子とペアを組んだが、第1シードのリサ・レイモンド（アメリカ）&サマンサ・ストーサー（オーストラリア）組に 3-6, 4-6 で敗れた。
2006年10月6日、30歳で現役引退を発表。2007年4月に会社員の男性と結婚し、2011年3月に長女を出産した。現在はテレビ解説や後進の指導に携わっている。

## WTAツアー決勝進出結果

### シングルス: 3回 (0勝3敗)
| 大会グレード         |
| -------------------- |
| グランドスラム (0–0) |
| ティア I (0–0)       |
| ティア II (0–0)      |
| ティア III (0–1)     |
| ティア IV & V (0–2)  |

| 結果   | No. | 決勝日        | 大会         | サーフェス | 対戦相手               | スコア        |
| ------ | --- | ------------- | ------------ | ---------- | ---------------------- | ------------- |
| 準優勝 | 1.  | 2003年6月15日 | バーミンガム | 芝         | マグダレナ・マレーバ   | 1–6, 4–6      |
| 準優勝 | 2.  | 2004年1月16日 | ホバート     | ハード     | エミー・フレージャー   | 3–6, 3–6      |
| 準優勝 | 3.  | 2005年1月8日  | オークランド | ハード     | カタリナ・スレボトニク | 7–5, 5–7, 4–6 |

### ダブルス: 12回 (8勝4敗)
| 結果   | No. | 決勝日         | 大会               | サーフェス | パートナー             | 対戦相手                                                    | スコア        |
| ------ | --- | -------------- | ------------------ | ---------- | ---------------------- | ----------------------------------------------------------- | ------------- |
| 優勝   | 1.  | 2002年6月16日  | バーミンガム       | 芝         | エルス・カレンズ       | キンバリー・ポー＝メッセーリ ナタリー・トージア             | 6–4, 6–3      |
| 優勝   | 2.  | 2002年10月6日  | 東京               | ハード     | 宮城ナナ               | スベトラーナ・クズネツォワ アランチャ・サンチェス・ビカリオ | 6–4, 4–6, 6–4 |
| 準優勝 | 1.  | 2003年3月30日  | マイアミ           | ハード     | 宮城ナナ               | リーゼル・フーバー マグダレナ・マレーバ                     | 4–6, 6–3, 5–7 |
| 準優勝 | 2.  | 2003年4月6日   | サラソタ           | クレー     | 宮城ナナ               | リーゼル・フーバー マルチナ・ナブラチロワ                   | 6–7(8), 3–6   |
| 優勝   | 3.  | 2004年1月16日  | ホバート           | ハード     | 岡本聖子               | エルス・カレンズ バルバラ・シェット                         | 2–6, 6–4, 6–3 |
| 優勝   | 4.  | 2004年8月7日   | モントリオール     | ハード     | 杉山愛                 | リーゼル・フーバー タマリネ・タナスガーン                   | 6–0, 6–3      |
| 優勝   | 5.  | 2004年10月10日 | 東京               | ハード     | カタリナ・スレボトニク | ジェニファー・ホプキンス マショーナ・ワシントン             | 6–1, 6–4      |
| 優勝   | 6.  | 2005年1月8日   | オークランド       | ハード     | カタリナ・スレボトニク | リアン・ベイカー フランチェスカ・ルビアニ                   | 6–3, 6–3      |
| 準優勝 | 3.  | 2005年10月9日  | 東京               | ハード     | マリア・ベント＝カブチ | ヒセラ・ドゥルコ マリア・キリレンコ                         | 5–7, 6–4, 3–6 |
| 優勝   | 7.  | 2005年10月16日 | バンコク           | ハード     | ヒセラ・ドゥルコ       | コンチタ・マルティネス ビルヒニア・ルアノ・パスクアル       | 6–1, 7–5      |
| 準優勝 | 4.  | 2006年3月5日   | アカプルコ         | クレー     | エミリー・ロワ         | アンナ＝レナ・グローネフェルト メガン・ショーネシー         | 1–6, 3–6      |
| 優勝   | 8.  | 2006年4月9日   | アメリアアイランド | クレー     | カタリナ・スレボトニク | リーゼル・フーバー サニア・ミルザ                           | 6–2, 6–4      |

## 4大大会シングルス成績
略語の説明
| W | F | SF | QF | #R | RR | Q# | LQ | A | Z# | PO | G | S | B | NMS | P | NH |

W=優勝, F=準優勝, SF=ベスト4, QF=ベスト8, #R=#回戦敗退, RR=ラウンドロビン敗退, Q#=予選#回戦敗退, LQ=予選敗退, A=大会不参加, Z#=デビスカップ/BJKカップ地域ゾーン, PO=デビスカップ/BJKカッププレーオフ, G=オリンピック金メダル, S=オリンピック銀メダル, B=オリンピック銅メダル, NMS=マスターズシリーズから降格, P=開催延期, NH=開催なし.
| 大会           | 1998 | 1999 | 2000 | 2001 | 2002 | 2003 | 2004 | 2005 | 2006 | 通算成績 |
| -------------- | ---- | ---- | ---- | ---- | ---- | ---- | ---- | ---- | ---- | -------- |
| 全豪オープン   | LQ   | A    | LQ   | 1R   | 1R   | 1R   | 1R   | 2R   | 2R   | 2–6      |
| 全仏オープン   | LQ   | LQ   | LQ   | 1R   | 2R   | 1R   | 4R   | 2R   | 1R   | 5–6      |
| ウィンブルドン | LQ   | LQ   | 2R   | 1R   | LQ   | 4R   | 1R   | 1R   | 2R   | 5–6      |
| 全米オープン   | LQ   | LQ   | 3R   | 1R   | 1R   | 3R   | QF   | 3R   | 1R   | 10–7     |